# Dishnā
Dishnā es un distrito de la gobernación de Quena, Egipto. En julio de 2017 tenía una población estimada de 390 637 habitantes.
Se encuentra ubicado en el centro-sur del país, junto al río Nilo, a unos 70 km al norte de Luxor.